# Aprilia RSV4
La Aprilia RSV4 es una motocicleta deportiva creada por la compañía italiana Aprilia.

## Características
La Aprilia RSV4 es una motocicleta con un chasis doble viga de aluminio, equipada con un motor V4 a 65º instalado transversalmente, de cuatro tiempos, con refrigeración líquida, distribución con doble árbol de levas y cuatro válvulas por cilindro. Sus características y aspecto son muy similares a dos modelos de competición, la homónima RSV4 que compite en el Campeonato Mundial de Superbikes, y la ART 2012, desarrollada por el departamento de competición de Aprilia para el Campeonato del Mundo de Motociclismo.
La motocicleta es ofrecida en dos versiones, la RSV4 R, pensada para el uso en carretera, y la RSV4 Factory, cuyo destino es la competición. Esta última versión ofrece capacidades de modificación inexistentes en el modelo R, como un chasis regulable.
El modelo de competición fue presentado en el Salón de Milán de 2008, y con posterioridad fue presentado el modelo de calle.